# 菲律宾犁头鳐
菲律賓犁頭鰩（學名：Rhinobatos whitei），又稱菲律賓琵琶鱝，為軟骨魚綱犁頭鰩目犁頭鰩科犁頭鰩屬的其中一種，被IUCN列為極危保育類動物，分布於西太平洋菲律賓海域，深度可達35公尺，本魚體延長而平扁，吻寬短而呈三角形，寬度為體長的31-35%，鼻盤長度為寬度的1.3-1.4倍；吻長為氣孔間距的3.0-3.4倍，眶間寬的3.9-5.2倍，鼻孔微斜，長為鼻孔內距的1.3-1.6倍；口前長度為口內距的6.8-7.8倍，後鼻瓣寬，眼橢圓形，瞬膜不發達，第五鰓裂間距離為腹頭長的3.0-3.4倍，鰓前感覺孔斑塊明顯，延伸至第一鰓裂後面，齒細小而多，舖石狀排列，口裂橫向，唇褶發達，鰓裂小，在胸鰭基部內側，斜向，背鰭兩個，位於尾部，第一背鰭在腹鰭基底後方，眶上、頸部、肩胛骨及背中線的刺狀斑塊不明顯，雄魚腹鰭內緣長於其基部，雌魚腹鰭內緣近等長，背鰭間距離為第一背鰭基長的2.6-3.2倍，上顎約65-92齒排，尾鰭短小，上葉較大，下葉突出，後部無缺刻，成年個體背部褐色，佈滿瀰漫的橙色和暗色斑點以及不明顯的蒼白斑點，體長可達72公分，棲息於沿海海域，為底棲性魚類，肉食性，卵胎生，生活習性不明。